# The Rights of the British Colonies Asserted and Proved
The Rights of the British Colonies Asserted and Proved - pamflet polityczny autorstwa Jamesa Otisa. Powstał w 1764. Podważył w nim uprawnienia brytyjskiego parlamentu do nakładania podatku na angielskie kolonie w Nowym Świecie.